# Handball aux Jeux méditerranéens de 2009
Navigation
Almería 2005 Mersin 2013
Les compétitions de handball aux Jeux méditerranéens de 2009 se sont déroulées du 26 juin au 5 juillet 2009 à Pescara en Italie.

## Présentation

### Modalités
La compétition de handball est composée d'un tournoi masculin et d'un tournoi féminin de 9 équipes chacun. Les équipes sont réparties dans deux poules de 5 et 4 équipes et les deux premiers de chaque poule sont qualifiés pour les demi-finale. Chaque équipe participante comporte 16 joueurs (ou joueuses).

### Sites
| Sites                               | Ville   | Capacité | Tournoi          |
| ----------------------------------- | ------- | -------- | ---------------- |
| Palais des sports Giovanni Paolo II | Pescara | 2 000    | Tournoi masculin |
| Palais des sports Santa Filomena    | Chieti  | 1 200    | Tournoi féminin  |

## Résultats  du tournoi masculin

### Tour préliminaire

#### Groupe A
|   | Équipe  | Pts | J | G | N | P | Bp  | Bc  | Diff |
| - | ------- | --- | - | - | - | - | --- | --- | ---- |
| 1 | France  | 5   | 3 | 2 | 1 | 0 | 120 | 62  | 58   |
| 2 | Serbie  | 4   | 3 | 2 | 0 | 1 | 123 | 68  | 55   |
| 3 | Algérie | 3   | 3 | 1 | 1 | 1 | 108 | 66  | 42   |
| 4 | Albanie | 0   | 3 | 0 | 0 | 3 | 17  | 172 | -155 |

| Date             | Équipe 1 | Score   | Équipe 2 |
| ---------------- | -------- | ------- | -------- |
| 27 juin 2009     | Albanie  | 5 - 48  | Algérie  |
| 27 juin 2009     | Serbie   | 27 - 31 | France   |
| 29 juin 2009     | France   | 58 - 4  | Albanie  |
| 29 juin 2009     | Algérie  | 29 - 30 | Serbie   |
| 1er juillet 2009 | Albanie  | 8 - 66  | Serbie   |
| 1er juillet 2009 | Algérie  | 31 - 31 | France   |

#### Groupe B
|   | Équipe             | Pts | J | G | N | P | Bp  | Bc  | Diff |
| - | ------------------ | --- | - | - | - | - | --- | --- | ---- |
| 1 | Turquie            | 6   | 4 | 3 | 0 | 1 | 119 | 105 | 14   |
| 2 | Tunisie            | 6   | 4 | 3 | 0 | 1 | 113 | 109 | 4    |
| 3 | Grèce              | 4   | 4 | 2 | 0 | 2 | 113 | 114 | -1   |
| 4 | Italie             | 2   | 4 | 1 | 0 | 3 | 106 | 105 | 1    |
| 5 | Bosnie-Herzégovine | 2   | 4 | 1 | 0 | 3 | 105 | 123 | -18  |

| Date             | Équipe 1           | Score   | Équipe 2           |
| ---------------- | ------------------ | ------- | ------------------ |
| 27 juin 2009     | Turquie            | 29 - 30 | Bosnie-Herzégovine |
| 27 juin 2009     | Tunisie            | 33 - 28 | Grèce              |
| 28 juin 2009     | Bosnie-Herzégovine | 24 - 26 | Tunisie            |
| 28 juin 2009     | Italie             | 24 - 28 | Turquie            |
| 29 juin 2009     | Tunisie            | 26 - 25 | Italie             |
| 29 juin 2009     | Grèce              | 36 - 26 | Bosnie-Herzégovine |
| 30 juin 2009     | Italie             | 25 - 26 | Grèce              |
| 30 juin 2009     | Turquie            | 32 - 28 | Tunisie            |
| 1er juillet 2009 | Grèce              | 23 - 30 | Turquie            |
| 1er juillet 2009 | Bosnie-Herzégovine | 25 - 32 | Italie             |

### Matchs de classement (5eà8eplace)
| Description            | Date           | Match            | Score   |
| ---------------------- | -------------- | ---------------- | ------- |
| Match pour la 7e place | 2 juillet 2009 | Albanie - Italie | 14 - 62 |
| Match pour la 5e place | 2 juillet 2009 | Algérie - Grèce  | 27 - 21 |

### Tableau final
|  | Demi-finales | Demi-finales |                        |       | Finale    | Finale    |
|  | Demi-finales | Demi-finales |                        |       | Finale    | Finale    |
|  |              |              |                        |       |           |           |
|  | 3 juillet    | 3 juillet    |                        |       | 5 juillet | 5 juillet |
|  | 3 juillet    | 3 juillet    |                        |       | 5 juillet | 5 juillet |
|  | France       | 28           |                        |       | 5 juillet | 5 juillet |
|  | France       | 28           |                        |       | 5 juillet | 5 juillet |
|  | Tunisie      | 25           |                        |       | 5 juillet | 5 juillet |
|  | Tunisie      | 25           | France                 | 31    |           |           |
|  | 3 juillet    |              | France                 | 31    |           |           |
|  |              | Serbie       | 35                     |       |           |           |
|  | Serbie       | Serbie       | 35                     | 43 ap |           |           |
|  | Serbie       |              |                        | 43 ap |           |           |
|  | Turquie      | 41           |                        |       |           |           |
|  | Turquie      | 41           | Match pour la 3e place |       |           |           |
|  |              |              |                        |       |           |           |
|  | 5 juillet    |              |                        |       |           |           |
|  |              |              |                        |       |           |           |
|  | Tunisie      | 28           |                        |       |           |           |
|  | Tunisie      | 28           |                        |       |           |           |
|  | Turquie      | 24           |                        |       |           |           |
|  | Turquie      | 24           |                        |       |           |           |

### Classement final
| Rang                                    | Équipe             |
| --------------------------------------- | ------------------ |
| Médaille d'or, Jeux méditerranéens      | Serbie             |
| Médaille d'argent, Jeux méditerranéens  | France             |
| Médaille de bronze, Jeux méditerranéens | Tunisie            |
| 4                                       | Turquie            |
| 5                                       | Algérie            |
| 6                                       | Grèce              |
| 7                                       | Italie             |
| 8                                       | Albanie            |
| 9                                       | Bosnie-Herzégovine |

### Effectifs des équipes sur le podium
La composition des équipes sur le podium est :

#### Équipe de Serbie, médaille d'or
- Dragan Marjanac
- Veljko Inđić
- Jožef Holpert
- Žarko Šešum
- Momir Rnić
- Savo Mester
- Aleksandar Stojanović
- Dragan Počuča
- Dragan Tubić
- Dobrivoje Marković
- Petar Nenadić
- Tomislav Stojković
- Rajko Prodanović
- Petar Đorđić
- Nenad Malencić
- Uroš Vilovski

#### Équipe de France, médaille d'argent
Claude Onesta a décidé d'envoyer une équipe de France bis composée de joueurs qui fêtent à cette occasion leurs premières sélections, :
- Mickaël Robin (Chambéry SH)
- Benjamin Gille (Chambéry SH)
- Guillaume Saurina (USAM Nîmes Gard)
- Benjamin Massot-Pellet (Chambéry SH)
- Nicolas Claire (Paris Handball)
- Adrien Dipanda (Montpellier AHB)
- Cyril Dumoulin (Chambéry SH)
- Raphaël Caucheteux (Saint-Raphaël VHB)
- François-Xavier Chapon (US Ivry)
- Bastien Cismondo (Istres OPH)
- Pierre Montorier (Aurillac HB CA)
- Igor Anic (THW Kiel)
- Damien Waeghe (US Créteil HB)
- Bruno Arive (US Créteil HB)
- William Accambray (Montpellier AHB)
- Rémi Calvel (Fenix Toulouse Handball)

#### Équipe de Tunisie, médaille de bronze
- Driss Drissi
- Selim Hedoui
- Mahmoud Gharbi
- Jaleleddine Touati
- Brahim Lagha
- Wassim Zeriat
- Ghali Yousri
- Marouene Hadj Ahmed
- Slim Zehani
- Anis Mahmoudi
- Bassem Mrabet
- Anouar Ayed
- Sobhi Saïed
- Majed Ben Amor
- Maher Kraiem
- Rayane Laribi

## Résultats du tournoi féminin

### Tour préliminaire

#### Groupe A
|   | Équipe  | Pts | J | G | N | P | Bp  | Bc  | Diff |
| - | ------- | --- | - | - | - | - | --- | --- | ---- |
| 1 | Turquie | 8   | 4 | 4 | 0 | 0 | 128 | 92  | 36   |
| 2 | Espagne | 6   | 4 | 3 | 0 | 1 | 134 | 77  | 57   |
| 3 | Croatie | 4   | 4 | 2 | 0 | 2 | 111 | 115 | -4   |
| 4 | Italie  | 2   | 4 | 1 | 0 | 3 | 102 | 147 | -45  |
| 5 | Grèce   | 0   | 4 | 0 | 0 | 4 | 90  | 134 | -44  |

| Date         | Équipe 1 | Score   | Équipe 2 |
| ------------ | -------- | ------- | -------- |
| 26 juin 2009 | Croatie  | 28 - 24 | Grèce    |
| 26 juin 2009 | Turquie  | 26 - 24 | Espagne  |
| 27 juin 2009 | Grèce    | 19 - 35 | Turquie  |
| 27 juin 2009 | Italie   | 26 - 38 | Croatie  |
| 28 juin 2009 | Turquie  | 36 - 21 | Italie   |
| 28 juin 2009 | Espagne  | 36- 14  | Grèce    |
| 29 juin 2009 | Italie   | 20 - 40 | Espagne  |
| 29 juin 2009 | Croatie  | 28 - 31 | Turquie  |
| 30 juin 2009 | Espagne  | 34 - 17 | Croatie  |
| 30 juin 2009 | Grèce    | 33 - 35 | Italie   |

#### Groupe B
|   | Équipe     | Pts | J | G | N | P | Bp | Bc | Diff |
| - | ---------- | --- | - | - | - | - | -- | -- | ---- |
| 1 | France     | 4   | 3 | 2 | 0 | 1 | 96 | 75 | 21   |
| 2 | Monténégro | 4   | 3 | 2 | 0 | 1 | 81 | 82 | -1   |
| 3 | Serbie     | 4   | 3 | 2 | 0 | 1 | 82 | 91 | -9   |
| 4 | Slovénie   | 0   | 3 | 0 | 0 | 3 | 72 | 83 | -11  |

| Date         | Équipe 1   | Score   | Équipe 2   |
| ------------ | ---------- | ------- | ---------- |
| 28 juin 2009 | Serbie     | 24 - 40 | France     |
| 28 juin 2009 | Slovénie   | 25 - 26 | Monténégro |
| 29 juin 2009 | Monténégro | 25 - 28 | Serbie     |
| 29 juin 2009 | France     | 27 - 21 | Slovénie   |
| 30 juin 2009 | Serbie     | 30 - 26 | Slovénie   |
| 30 juin 2009 | France     | 29 - 30 | Monténégro |

### Matchs de classement (5eà8eplace)
| Description            | Date             | Match             | Score   |
| ---------------------- | ---------------- | ----------------- | ------- |
| Match pour la 7e place | 1er juillet 2009 | Italie - Slovénie | 27 - 44 |
| Match pour la 5e place | 1er juillet 2009 | Croatie - Serbie  | 23 - 25 |

### Tableau final
|  | Demi-finales | Demi-finales |                        |    | Finale    | Finale    |
|  | Demi-finales | Demi-finales |                        |    | Finale    | Finale    |
|  |              |              |                        |    |           |           |
|  | 2 juillet    | 2 juillet    |                        |    | 4 juillet | 4 juillet |
|  | 2 juillet    | 2 juillet    |                        |    | 4 juillet | 4 juillet |
|  | Turquie      | 30           |                        |    | 4 juillet | 4 juillet |
|  | Turquie      | 30           |                        |    | 4 juillet | 4 juillet |
|  | Monténégro   | 29           |                        |    | 4 juillet | 4 juillet |
|  | Monténégro   | 29           | Turquie                | 32 |           |           |
|  | 2 juillet    |              | Turquie                | 32 |           |           |
|  |              | France       | 33 ap                  |    |           |           |
|  | France       | France       | 33 ap                  | 24 |           |           |
|  | France       |              |                        | 24 |           |           |
|  | Espagne      | 23           |                        |    |           |           |
|  | Espagne      | 23           | Match pour la 3e place |    |           |           |
|  |              |              |                        |    |           |           |
|  | 4 juillet    |              |                        |    |           |           |
|  |              |              |                        |    |           |           |
|  | Monténégro   | 30           |                        |    |           |           |
|  | Monténégro   | 30           |                        |    |           |           |
|  | Espagne      | 25           |                        |    |           |           |
|  | Espagne      | 25           |                        |    |           |           |

### Classement final
| Rang                                    | Équipe     |
| --------------------------------------- | ---------- |
| Médaille d'or, Jeux méditerranéens      | France     |
| Médaille d'argent, Jeux méditerranéens  | Turquie    |
| Médaille de bronze, Jeux méditerranéens | Monténégro |
| 4                                       | Espagne    |
| 5                                       | Serbie     |
| 6                                       | Croatie    |
| 7                                       | Slovénie   |
| 8                                       | Italie     |
| 9                                       | Grèce      |

### Effectifs des équipes sur le podium
La composition des équipes sur le podium est :

#### Équipe de France, médaille d'or
Olivier Krumbholz a misé sur la jeunesse en composant à la fois avec des joueuses expérimentées et des jeunes joueuses et a ainsi laissé des cadres au repos tels que la capitaine Raphaëlle Tervel, Nina Kanto, Sophie Herbrecht, Amandine Leynaud ou encore Maakan Tounkara, :
- Linda Pradel (Le Havre AC)
- Amélie Goudjo (Akaba Bera Bera)
- Nina Morel (ES Besançon)
- Camille Ayglon (Metz Handball)
- Blandine Dancette (HBC Nîmes)
- Alice Durand (ES Besançon)
- Paule Baudouin (Team Esbjerg)
- Allison Pineau (Issy-les-Moulineaux)
- Alice Lévêque (ES Besançon)
- Stéphanie Fiossonangaye (Cercle Dijon Bourgogne)
- Cléopâtre Darleux (Issy-les-Moulineaux)
- Siraba Dembélé (Issy-les-Moulineaux)
- Audrey Deroin (Issy-les-Moulineaux)
- Marion Limal (ES Besançon)
- Katty Piejos (Metz Handball)
- Mariama Signaté (HBC Nîmes)
- Alexandra Lacrabère (Akaba Bera Bera)

#### Équipe de Turquie, médaille d'argent
- Sevilay İmamoğlu Öcal
- Fatma Akgün
- Gonca Nahcıvanlı
- Esra Gündar
- Yeliz Özel
- Esra Ozturk
- Yeliz Yılmaz
- Senar Yesilbayir
- Serpil Çapar
- Serpil İskenderoğlu
- Sevda Akbulut
- Derya Tınkaoğlu
- Selma Pekmutlu
- Fatma Atalar
- Betül Yılmaz
- Yasemin Şahin

#### Équipe du Monténégro, médaille de bronze
- Radmila Miljanić
- Jovanka Radičević
- Đurđica Đurović
- Marija Jovanović
- Ana Radović
- Anđela Dragutinović
- Sonja Barjaktarović
- Mirjana Milenković
- Jelena Marković
- Ivana Dragas
- Suzana Lazović
- Majda Mehmedović
- Milena Knežević
- Ivana Božović